# Rhiannon Fish
Rhiannon Marie Fish (Calgary, 13 marzo 1991) è un'attrice australiana con cittadinanza canadese.
Nel 1995 si trasferì a Melbourne, in Australia, con la sua famiglia. Ha frequentato la Camberwell Girls Grammar School e la Children's Performing Company of Australia, nella quale si è laureata nel 2008. Intraprese la carriera da attrice quando aveva undici anni. 

## Carriera
Fish apparve per la prima volta in televisione a undici anni nel ruolo di Lisa Jeffries in Neighbours. Successivamente interpretò Rocky nello show australiano di Disney Channel As the Bell Rings. Fish ha avuto un ruolo da ospite nella serie televisiva australiana Soddisfazione, nel 2008 ha recitato nel film Playing for Charlie. Fish ha ricevuto il ruolo di April Scott in Home and Away nel 2010; per questa  sua interpretazione è stata inclusa nella lista del Most Popular New Talent Logie Award nel 2011.
Nel 2012, Fish è apparsa nel video musicale del singolo Shout It Out di Mastin. Dopo aver lasciato Home and Away nel 2013, Fish ha partecipato alla tredicesima edizione di Dancing with the Stars, raggiungendo il secondo posto. Nel novembre 2015, si è unita al cast di The 100 nel ruolo di Ontari. Fish appare nel film d'azione fantascientifico del 2018 Occupation.

## Vita privata
La sorella maggiore di Fish, Corinne, è morta a luglio 2014.

## Filmografia parziale

### Televisione
- Home and Away - soap opera, 325 episodi (2010-2013)
- The 100 - serie TV, 7 episodi (2016)
- Tutta colpa del cioccolato (Love and Chocolate), regia di Nicole G. Leier - film TV (2021)
- Tre dolci parole (Sweet as Pie), regia di Jonathan MacPherson - film TV (2022)
- Innamorarsi a Cable Cove (A Splash of Love), regia di Heather Hawthorn Doyle - film TV (2022)
- Innamorarsi a Silver Lake (The Christmas Retreat), regia di Jason Bourque - film TV (2022)

## Doppiatrici italiane
Nelle versioni in italiano delle opere in cui ha recitato, Rhiannon Fish è stata doppiata da:
- Valentina Perrella in Innamorarsi a Silver Lake
- Gianna Gesualdo in Tutta colpa del cioccolato
- Elisa Angeli in The 100